# أنس بن عياض
أنس بن عياض بن ضمرة، أبو ضمرة الليثي المدني، أحد رواة الحديث النبوي في القرن الثاني الهجري.

## روايته للحديث
روى عن: إبراهيم بن أبي أسيد البراد، وأسامة بن زيد الليثي، وجعفر الصادق، والحارث بن عبد الرحمن بن أبي ذباب، وداود بن بكر بن أبي الفرات، وربيعة بن أبي عبد الرحمن، وأبي حازم سلمة بن دينار، وسهيل بن أبي صالح، وشريك بن عبد الله بن أبي نمر، وشيبة بن نصاح، وصالح بن حسان، وصالح بن كيسان، وصفوان بن سليم، والضحاك بن عثمان، وعبد الله بن سعيد بن أبي هند، وعبد الله بن عبد العزيز الليثي، وعبد الرحمن بن حرملة الأسلمي، وعبد الرحمن بن حميد بن عبد الرحمن بن عوف الزهري، وعبد الرحمن الأوزاعي، وعبد السلام ابن أبي الجنوب، وأبي مودود عبد العزيز بن أبي سليمان المدني، وعبد العزيز بن عمر بن عبد العزيز، وعبد الملك بن عبد العزيز بن جريح، وعبيد الله بن عمر، ومحمد بن أبي يحيى الأسلمي، وموسى بن عقبة، ونافع بن عبد الله، وأبي معشر نجيح بن عبد الرحمن المدني، وهشام بن عروة، ويزيد بن عبد الله بن الهاد، ويونس بن يزيد الأيلي.
روى عنه: إبراهيم بن حمزة الزبيري، وإبراهيم بن سعد الجوهري، وإبراهيم بن المنذر الحزامي، وأحمد بن الحجاج المروزي، وأحمد بن حرب الموصلي، وأحمد بن صالح المصري، وأحمد بن أحنبل، وإسحاق بن موسى الأنصاري، وبقية بن الوليد، والجارود بن معاذ الترمذي، والحسن بن داود بن محمد بن المنكدر، والزبير بن بكار، وسعيد بن عمرو الأشعبي، وسليمان بن عبد الرحمن الدمشقي، وأبو عبد الله بن الزبير الحميدي، وأبو بكر عبد الله بن محمد بن أبي الأسود، وعبد الله بن مسلمة القعنبي، وعبد الله بن وهب المصري، وعبد الرحمن بن إبراهيم دحيم، وعلي بن خشرم المروزي، وعلي بن شعيب السمسار، وعلي بن محمد بن معاوية النيسابوري، وعلي بن المديني، وقتيبة بن سعيد، ومحمد بن إدريس الشافعي، ومحمد بن إسحاق المسيبي، ومحمد بن سلام البيكندي، ومحمد بن عباد المكي، ومحمد بن عبد الله بن عبد الحكيم المصري وهو آخر من روى عنه، ومحمد بن مصفى الحمصي، ونصر بن عاصم الأنطاكي، وهارون بن معروف، وهارون بن موسى الفروي، والوليد بن عتبة الدمشقي، ويحيى بن عبد الله بن بكير المصري، ويحيى بن موسى البلخي، ويحيى بن حماد الأستراباذي، ويونس بن عبد الأعلى.

## أقوال العلماء فيه
- قال يونس بن عبد الأعلى: ما رأيت أحدا ممن لقينا، أحسن خلقا ولا أسمح بعلمه منه، ولقد قال لنا مرة: والله لو تهيأ لي أن أحدثكم بكل ما عندي في مجلس واحد لحدثتكموه.
- وقال ابن سعد: كان ثقة كثير الحديث.
- وقال علي بن المديني: كان من أهل المدينة، وكان عندنا ثقة.
- قال ابن حجر العسقلاني: ثقة.[3]
- قال الذهبي: ثقة سمح بعلمه جدًا.